# Boesenbergia baimaii
Boesenbergia baimaii là một loài thực vật có hoa trong họ Gừng. Loài này được Saensouk & K.Larsen mô tả khoa học đầu tiên năm 2001.